# António Morais
Pour l’article homonyme, voir Morais.
António da Rocha Morais est un footballeur puis entraîneur portugais né le 30 décembre 1934 à Vila Nova de Gaia et mort le 1er juillet 1989. Il évoluait au poste de milieu de terrain.

## Biographie

### En tant que joueur
António Morais joue principalement en faveur du FC Porto et du Sporting Braga. Il dispute avec ces deux équipes un total de 60 matchs en première division portugaise, inscrivant 17 buts. Il réalise sa meilleure performance lors de la saison 1964-1965, où il inscrit huit buts.
Il dispute un match en Coupe d'Europe des clubs champions lors de la saison 1959-1960 avec l'équipe du FC Porto.

## Palmarès

### En tant que joueur
Avec le FC Porto :
- Champion du Portugal en 1959
- Vice-champion du Portugal en 1957, 1958 et 1962
- Vainqueur de la Coupe du Portugal en 1958
- Finaliste de la Coupe du Portugal en 1959 et 1961

### En tant qu'entraîneur
Avec le FC Porto :
- Finaliste de la Coupe des vainqueurs de coupe en 1984